# Vrije stad Danzig (1920-1939)

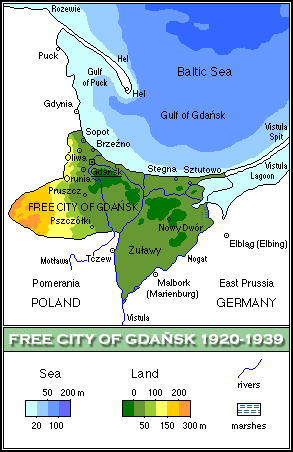
Topografie van de vrije stad Danzig, 1920-1939 (met Poolse naamgeving sinds 1945)

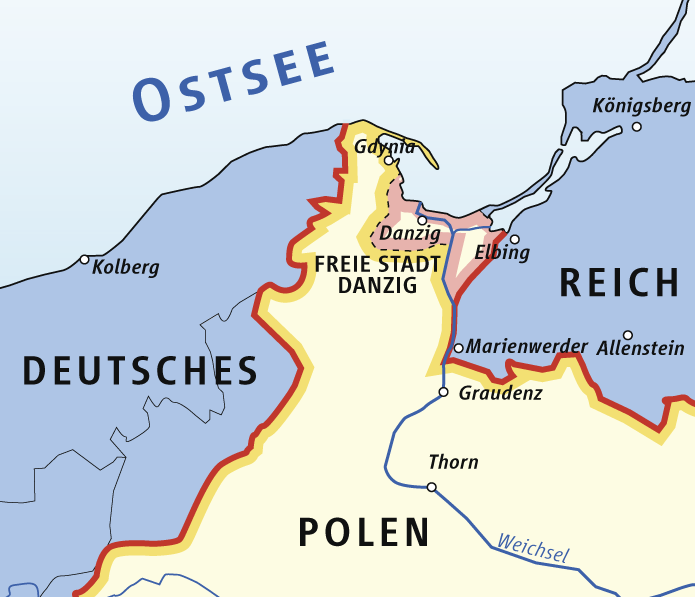
Positie van de vrije stad Danzig, 1920-1939, ten opzichte van de provincie Pommeren, de Poolse Corridor en het Duitse Oost-Pruisen

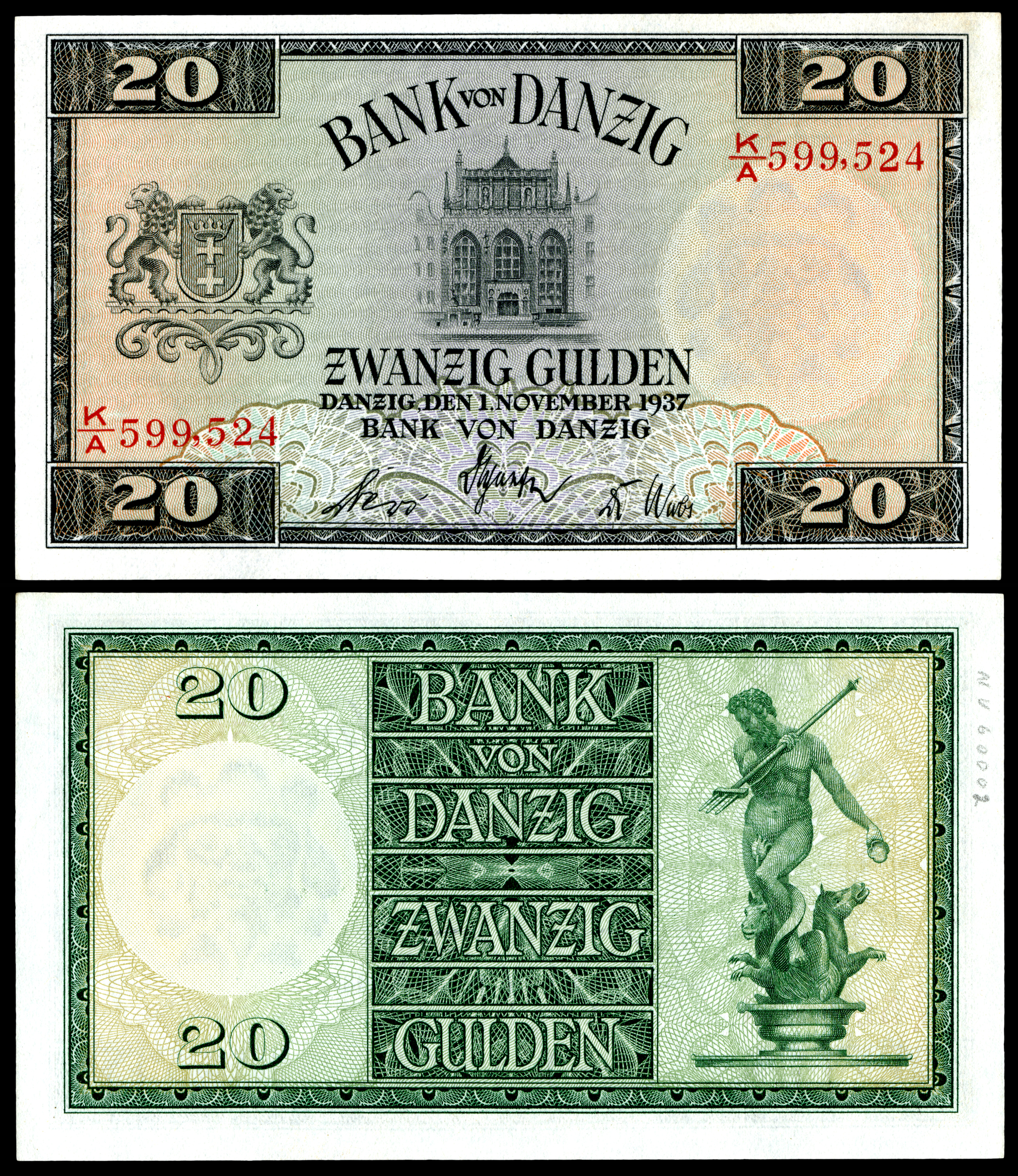
Bankbiljet: 20 Danziger gulden

De vrije stad Danzig (Duits: Freie Stadt Danzig) was een staat onder toezicht van de Volkenbond die bestond van 1920 tot 1939.

## Geschiedenis
Danzig (Pools: Gdańsk) behoorde sinds de Tweede Poolse Deling (1793) tot het koninkrijk Pruisen. Van 1807 tot 1814 was het als vrije stad (zie: vrije stad Danzig (1807-1814)) een napoleontische vazalstaat. Het Congres van Wenen kende Danzig in 1814 weer aan Pruisen toe, waarin het hoofdstad werd van de provincie West-Pruisen (1829-1878 provincie Pruisen). Sinds 1871 behoorde de stad met geheel Pruisen tot het nieuwe Duitse Keizerrijk.
Na de Duitse nederlaag in de Eerste Wereldoorlog moest dit land conform het Verdrag van Versailles onder meer vrijwel geheel West-Pruisen afstaan. Het grootste gedeelte kwam toe aan Polen, maar Danzig werd met het in werking treden van het verdrag op 11 augustus 1920 een vrije stad onder toezicht van de Volkenbond. Frankrijk wenste de overdracht van de stad aan het nieuw opgerichte Polen, maar werd hierin niet gesteund door de Verenigde Staten en Groot-Brittannië. Vrijwel de gehele, voor 95% Duitstalige, stadsbevolking protesteerde tegen de afscheiding uit het Duitse staatsverband.
De vrije stad grensde in het oosten aan de Duitse provincie (Pruisische) Oost-Pruisen, maar was evenals die provincie door de Poolse Corridor van de rest van Duitsland afgesneden. Polen kreeg het recht van vrije doorvoer in en uit de haven van Danzig. Ook de spoorwegen stonden onder Pools bestuur. Een Pools politiekorps garandeerde deze Poolse rechten en voor hun bewapening was op de Westerplatte (een havenkade) een munitiedepot ingericht.
Een staatshoofd had de vrije stad Danzig formeel niet. De hoogste autoriteit was de senaatsvoorzitter. De Senat bestond, naast de voorzitter, uit een plaatsvervangend voorzitter en 20 senatoren. De senaatsvoorzitter was aan de Volkstag (het parlement) verantwoording schuldig. Daarnaast vaardigde de Volkenbond een hoge commissaris (Hochkommissar) af, die in eerste instantie over conflicten met Polen besloot. De stadstaat had sinds 1922 een grondwet die was georiënteerd op die van de Weimarrepubliek. In de internationale politiek werd Danzig door Polen vertegenwoordigd, met welk land het sinds 1922 ook een douane-unie had.
Danzig was in de jaren 20 het centrum van joodse emigratie naar overzee: via deze stad emigreerden tussen 1920 en 1925 reeds 60.000 joden. Daarnaast was het al vroeg een bolwerk van nationaalsocialisme en West-Pruisisch irredentisme. De NSDAP Danzig werd reeds in 1930 de op een na grootste partij en had sinds 1933 in de Volkstag een absolute meerderheid (54%), zij het niet de vereiste 2/3 om de grondwet te kunnen veranderen. Niettemin werd de oppositiepartijen het politieke leven door de nazi's onmogelijk gemaakt en in 1936 hadden die het gehele bestuur in handen. Echter, door de vrees voor de internationale publieke opinie duurde het nog drie jaar totdat de antisemitische Neurenberger Rassenwetten van september 1935 ook in de Vrije Stad Danzig ingevoerd zouden worden, met enige afzwakkingen.
In Danzig werd de roep om aansluiting bij Nazi-Duitsland steeds luider. Op 23 augustus 1939 werd Albert Forster, de gouwleider (Gauleiter), tot staatshoofd uitgeroepen. De hereniging met Duitsland werd vervolgens een week later ingezet met militaire provocaties: de beschieting van het Poolse munitiedepot op de Westerplatte door de Kriegsmarine en een bombardement op Poolse kantoren in de stad door de Luftwaffe. De gewapende weerstand van de Polen werd gebroken en de Poolse functionarissen werden geïnterneerd. De stad werd vervolgens bij het Derde Rijk ingelijfd en daarop viel de Wehrmacht in 1939 Polen binnen, waarmee de Tweede Wereldoorlog een feit was, omdat Groot-Brittannië en Frankrijk hun verdragsverplichtingen jegens Polen moesten nakomen. Na de verovering van Polen en de herannexatie door Duitsland van de in 1919 afgestane provincies werd de stad opnieuw de hoofdstad van West-Pruisen, de oude provincie die, onder de naam Reichsgau Westpreussen, onder het gezag van Gauleiter Albert Forster kwam te staan.

## Bevolking
Het gebied telde in 1919 omstreeks 357.000 inwoners. Ruim 95% daarvan was Duitstalig. In de omgeving van de stad lagen enkele ten dele Poolssprekende dorpen. Een derde deel van de bevolking was rooms-katholiek en weer een derde daarvan stamde af van Polen en Kasjoeben die in de negentiende eeuw als plattelanders uit de omgeving naar de stad waren getrokken, alwaar ze in enkele generaties geheel of ten dele verduitst waren geraakt. Bewoners die zich Pool wensten te noemen vormden enkele procenten. Twee derde deel van de bevolking was luthers en uiteraard Duits. De kleine Joodse gemeenschap in de vrije stad Danzig nam aanzienlijk in aantal toe nadat de antisemitische repressie sinds 1933 veel Duitse Joden noodzaakte om het Derde Rijk te ontvluchten. Zij bleven tijdelijk want ook in de onafhankelijke staat vrije stad Danzig kwam een lokale tak van de NSDAP al snel aan de macht. Van de Danziger Joden zou nog geen tiende in de stad achterblijven. Deze 600 werden naar getto's (Riga, Minsk) afgevoerd, of naar het concentratiekamp Stutthof dat enkele kilometers buiten de stad was ingericht. Weinigen overleefden hier de oorlog. Eind 1944 naderden de Sovjetlegers de stad en werd ze door zware bombardementen grotendeels verwoest. De bevolking vluchtte met het spoor of te voet naar het westen, of probeerde met schepen over de Oostzee te ontsnappen. Een kwart van hen overleefde de vlucht niet en met name gold dat 8.800 opvarenden van de Gustloff, die de dood in zee vonden nadat dit schip door een Sovjettorpedo tot zinken was gebracht (zie: Verdrijving van Duitsers na de Tweede Wereldoorlog). Een nieuwe bevolking vestigde zich in de stad, met name vanuit Wilna, nu Vilnius, dat in 1945 door de Sovjet-Unie definitief van Polen werd afgescheiden als de nieuwe hoofdstad van de Sovjetrepubliek Litouwen.

## Geboren in Danzig
- Shoshana Netanyahu (1923-2022), Israëlisch advocate en rechter

## Territorium
De vrije stad Danzig werd samengesteld uit (delen van) de West-Pruisische districten (toevoeging met Poolse naamgeving na 1919 resp. 1945) Berent (Westpr.) (Koscierzina), Danzig-Stadt, Danziger Höhe, Danziger Niederung, Dirschau (Tczew), Elbing (Elbląg), Karthaus (Kartuzy), Marienburg (Westpr.) (Malbork) en Neustadt i. Westpr. (Wejherowo).
De stad Danzig verloor hiermee haar oude zelfstandigheid als stadsgemeente, maar daartegenover stond dat haar tot 'vrije stad' uitgebreide bestuursgebied aanzienlijk vergroot werd en zij daarover een quasi-soevereiniteit verkreeg. De buitenlandse betrekkingen moesten namelijk in overeenstemming met Polen geregeld worden. Niettemin hield het stadsbestuur de banden met Duitsland aan en breidde deze waar mogelijk uit onder andere door geen beperkingen aan emigratie en immigratie op te leggen en daarmee het staatsburgerschap over en weer toe te kennen.

## Bestuurlijke indeling (1939)

### Stadsdistricten (Stadtkreise)
1. Danzig
2. Zoppot

### Districten (Landkreise)
1. Danziger Höhe (zetel: Danzig)
2. Danziger Niederung (zetel: Danzig)
3. Großes Werder (zetel: Tiegenhof)

## Bestuurders

### Senaatsvoorzitters
| Termijn   | Senaatsvoorzitter  | Partij | Senaat                    |
| --------- | ------------------ | ------ | ------------------------- |
| 1920-1924 | Heinrich Sahm      |        | Senaat-Sahm I             |
| 1924-1928 | Heinrich Sahm      |        | Senaat-Sahm II            |
| 1928-1931 | Heinrich Sahm      |        | Senaat-Sahm III           |
| 1931-1933 | Ernst Ziehm        | DNVP   | Senaat-Ziehm              |
| 1933-1934 | Hermann Rauschning | NSDAP  | Senaat-Rauschning/Greiser |
| 1934-1939 | Artur Greiser      | NSDAP  | Senaat-Rauschning/Greiser |

### Staatspresidenten
| Termijn | Staatspresident | Partij |  |
| ------- | --------------- | ------ |  |
| 1939    | Albert Forster  | NSDAP  |  |

### Hoge Commissarissen
| Termijn   | Hoge Commissaris           | Land                |
| --------- | -------------------------- | ------------------- |
| 1919-1920 | Reginald Thomas Tower      | Verenigd Koninkrijk |
| 1920      | Edward Lisle Strutt (a.i.) | Verenigd Koninkrijk |
| 1920-1921 | Bernardo Attolico          | Italië              |
| 1921-1923 | Richard Cyril Byrne Haking | Verenigd Koninkrijk |
| 1923-1925 | Mervyn Sorley McDonnell    | Verenigd Koninkrijk |
| 1925-1929 | Joost Adriaan van Hamel    | Nederland           |
| 1929-1932 | Manfredi Gravina           | Italië              |
| 1932-1934 | Helmer Rosting             | Denemarken          |
| 1934-1936 | Seán Lester                | Ierland             |
| 1937-1939 | Carl Jakob Burckhardt      | Zwitserland         |